# Pim van Boetzelaer van Oosterhout
Carel Godfried Willem Hendrik (Pim) baron van Boetzelaer van Oosterhout, heer van Oosterhout (Amersfoort, 17 november 1892 - Ubbergen, 20 mei 1986) was een Nederlands politicus.

## Familie
Hij werd geboren als zoon van mr. Hendrik Johan Herman baron van Boetzelaer, heer van Oosterhout (1850-1924), burgemeester van Leusden (1884-1892) en Margaretha Lourentia de Beaufort (1852-1930). Hij trouwde in 1923 met Ethel Carver Litchfield (1900-1976), honorair paleisdame van koningin Juliana. Zij kregen vijf kinderen, onder wie Margaretha barones van Boetzelaer van Oosterhout (1924-2000), kunstschilderes, die trouwde met mr. Adrien Mansvelt (1922-1999), onder andere ambassadeur. Een andere dochter, Susan Elisabeth barones van Boetzelaer van Oosterhout (1928-2007) was hofdame van Juliana.

## Loopbaan
Van Boetzelaer was een partijloze minister van Buitenlandse Zaken in het kabinet-Beel I (1946-1948). Hij was diplomaat, onder meer als ambassadeur in Washington en Parijs (1948-1957). Na de oorlog werd hij chef van de directie politieke zaken van het ministerie van Buitenlandse Zaken. Als minister bereidde hij via het Pact van Brussel de weg voor totstandkoming van de NAVO.
- Biografisch Portaal: 34674689
- Gemeinsame Normdatei: 124383599
- International Standard Name Identifier: 0000 0000 1457 9536
- Nederlandse Thesaurus van Auteursnamen: 273425927
- Parlement.com: vg09llhjlsy0
- Virtual International Authority File: 62479915